# Viļāni
Viļāni (en alemany: Berghof) és un poble de Letònia situat al municipi de Viļāni, el riu Malta travessa pel centre seu. La línia fèrria i la carretera de Riga - Moscou, creuen la població.

## Història
La ciutat va ser esmentada per primera vegada en 1495 amb el nom Wielona. El 1507, la finca més gran finca de la regió de Latgàlia es va convertir en la propietat de la família Overlak. El 1752, M. Riks, que era el governant de Livònia, va comprar la finca Viļāni, va ser el primer propietari que va influir positivament en el desenvolupament de la regió. Sota el seu lideratge el 1772 es va construir el monestir i l'església de Sant Miquel en estil barroc, els monjos pertanyents a l'Orde de Sant Benet van ser allotjats al monestir que va aconseguir tenir el 1830, una biblioteca amb 463 llibres d'eclesiàstics en llatí i polonès.